# Жамбильський сільський округ (Сандиктауський район)
Жамби́льський сільський округ (каз. Жамбыл ауылдық округі, рос. Жамбыльский сельский округ) — адміністративна одиниця у складі Сандиктауського району Акмолинської області Казахстану. Адміністративний центр — село Приозерне.
Населення — 782 особи (2021; 1048 у 2009, 1463 у 1999, 1922 у 1989).
Станом на 1989 рік існувала Джамбульська сільська рада (села Березовка, Кизилказахстан, Новокронштадка, Приозерне). Пізніше село Новокронштадка увійшло до складу Шантобинської селищної адміністрації. Село Березовка було ліквідоване 2009 року.

## Склад
До складу округу входять такі населені пункти:
| Населений пункт      | Населення, осіб (1989) | Населення, осіб (1999) | Населення, осіб (2009) | Населення, осіб (2021) |
| -------------------- | ---------------------- | ---------------------- | ---------------------- | ---------------------- |
| Кизилказахстан, село | 344                    | 436                    | 353                    | 160                    |
| Приозерне, село      | 1247                   | 856                    | 675                    | 622                    |
| --Березовка, село    | 331                    | 171                    | 20                     | -                      |